# 1980 KD
1980 KD är en asteroid i huvudbältet som upptäcktes den 21 maj 1980 av den belgiske astronomen Henri Debehogne vid La Silla-observatoriet.
Den har den diameter på ungefär 18 kilometer.